# 3net
A 3net egy amerikai 3D formátumban sugárzó televíziós csatorna volt, mely 2011. február 13. és 2014. augusztus 12. között sugárzott. A csatornát a Discovery Communications, a Sony és az IMAX közösen felügyeli. A csatorna bemutatója a 2011-es Consumer Electronics Show keretében volt.

## Műsorai
- Son of a Pitch
- Experience 3D
- In The Qube 3D
- Wildebeest Migration
- Bullproof
- African Wild
- Attack of the Giant Jellyfish
- China Revealed
- Ghost Lab
- Dream Defenders[2]
- High Octane
- Jewels of the World
- Making the Brand
- 2011 3D Creative Arts Awards: Your World in 3D
- 3D Safari: Africa